# Bewegung (Anatomie)
Die Anatomie unterscheidet die Bewegungen einzelner Körperteile entsprechend ihrer in den Gelenken gegebenen biomechanischen Möglichkeiten. Diese Positions- und Lageveränderung sind zueinander nicht immer klar abzugrenzen, da Bewegungen je nach Gelenkart und beteiligten Gelenken verschiedene Freiheitsgrade der Translation und Rotation ermöglichen, so dass z. B. auch ein flexierendes Ellenbogen- oder Kniegelenk gleichzeitig eine Adduktion realisieren kann.

## Wirbelsäule
- Inklination (Flexion) – Reklination (Extension): Vorwärtsneigen/Rückwärtsneigen des Oberkörpers/Kopfes (siehe Wirbelsäule)
- Rotation: Drehbewegung des Oberkörpers/Kopfes entlang der vertikalen Achse
- Lateralflexion: laterale (seitliche) Beugung des Oberkörpers

## Extremitäten

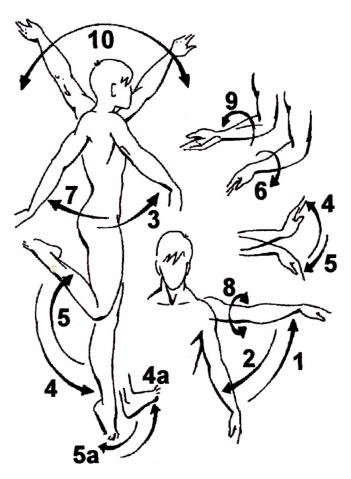
Bewegungsbezeichnungen der Gliedmaßen: 1. Abduktion, 2. Adduktion, 3. Anteversion, 4. Extension, 5. Flexion, 6. Pronation, 7. Retroversion, 8. Rotation, 9. Supination, 10. Zirkumduktion

- Flexion – Extension: Beugung/Streckung des Hüft-, Wirbelsäulen-, Ellbogen- und Kniegelenks
- Anteversion – Retroversion: Bewegen einer Extremität nach ventral/dorsal (entspr. Flexion/Extension in Schulter- oder Hüftgelenk)
- Abduktion – Adduktion: Abspreizen/Heranführen eines Körperteils von/an die vertikale Achse der Körpermitte/der Gliedmaßen
- Innenrotation – Außenrotation: Einwärts–/Auswärtsdrehung in Schulter-, Hüft- und Kniegelenk
- Pronation – Supination: Einwärts–/Auswärtsdrehung in Fuß und Unterarm
- Opposition – Reposition: Gegenüber–/Zurückstellen des Daumens zu den anderen Fingern
- Inversion – Eversion: Heben der Innen–/Außenseite des Fußes (im unteren Sprunggelenk)
- Zirkumduktion: Kreisförmiges Herumführen/Kreisen der Gliedmaßen in Hüft-, Schulter-, Finger- und Zehengelenk
- Ulnar(ab)duktion – Radial(ab)duktion: Abspreizen der Hand/Finger in Richtung Elle(Ulna)/Speiche(Radius)
- Volarflexion/Palmarflexion – Dorsalextension: Beugung/Streckung der Hand in Richtung Handinnenfläche/–rücken
- Plantarflexion – Dorsalextension: Beugung/Streckung der Zehen in Richtung Fußsohle/–Rücken
- Plantarextension – Dorsalflexion: Streckung/Beugung des Fußes in Richtung Fußsohle/–rücken

## Becken
- Beckenkippung – Beckenaufrichtung: Flexion (anteriore (entspr. ventral) Rotation)/Extension (posteriore (entspr. dorsal) Rotation) des Beckens
- Inflare – Outflare: Annäherung der Darmbeine/Abspreizung der Sitzbeine und vice versa
- Nutation  – Kontranutation: Kippbewegung in den Iliosakralgelenken, das Steißbein wandert nach kranial–dorsal und vice versa

## Schultergürtel
- Elevation – Depression: Anheben/Absenken des Schultergürtels
- Protraktion – Retraktion: Vorwärts–/Rückwärtsführen des Schulterblatts nach ventral/dorsal
- Scapulaaußenrotation – Scapulainnenrotation: Auswärts–/Einwärtsdrehung
- Scapulaabduktion – Scapulaadduktion: Abspreizen/Heranführen

Alle Bewegungen des Schultergürtels artikulieren über das Sternoklavikulargelenk und Schultereckgelenk, siehe Schultergelenk/Freiheitsgrade

## Kiefergelenk
- In Sagittalebene

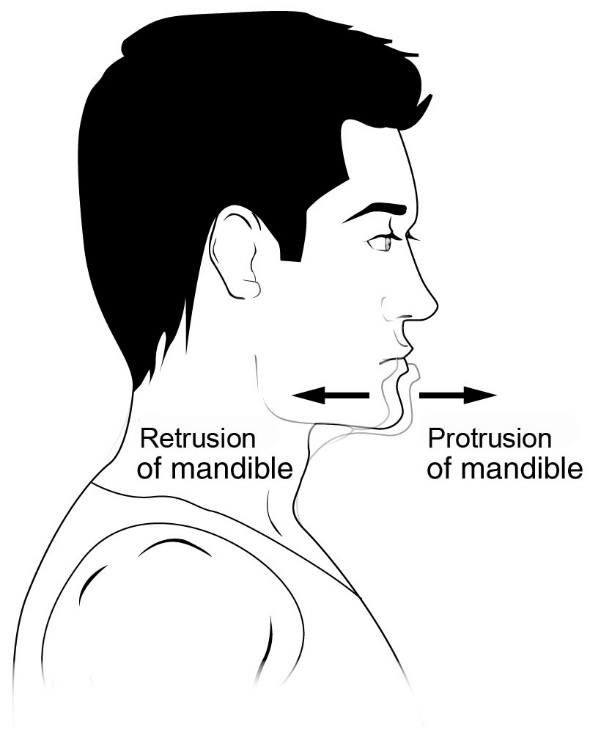
Protrusion und Retrusion des Unterkiefers (englische Beschriftung)

  - Abduktion – Adduktion: Kieferöffnung/–schluss
- In Horizontalebene
  - Protrusion – Retraktion: Unterkiefer aus Ruheposition nach vorne / aus Protrusionsposition zurück
  - Retrusion – Protraktion: Unterkiefer aus Ruheposition nach hinten / aus Retrusionsposition zurück
  - Okklusion: Bezeichnung für das Ineinandergreifen der Zähne
  - Mediotrusion – Laterotrusion: Unterkiefer auf einer Seite nach vorne–innen und auf der anderen Seite nach hinten–außen
  - Laterotraktion – Mediotraktion: Unterkiefer auf einer Seite nach hinten–außen und auf der anderen Seite nach vorne–innen